# Das Bankett des Kaisers
Das Bankett des Kaisers (Originaltitel: chinesisch 金玉滿堂 / 金玉满堂, Pinyin Jīnyù mǎntáng, Jyutping Gam4juk6 mun5tong4, englisch The Chinese Feast) ist ein Film des chinesischen Regisseurs Tsui Hark, der auch am Drehbuch und an der Produktion mitgewirkt hat.

## Handlung
Kit, ein herausragender Chefkoch, der sich in vielen Wettbewerben als ein Meister seines Fachs bewiesen hat, muss sich in einem Wettstreit im Finale zwischen der Liebe zu seiner Frau und der Liebe zu seinem Handwerk entscheiden.
Seine Frau, kurz davor ein Kind zu gebären und mit dem Risiko, dieses zu verlieren, lässt telefonisch nach ihm rufen, da er zeitgleich an einem wichtigen Kochwettbewerb teilnimmt. Seine Leidenschaft und das Festhalten an seiner Profession hindern ihn jedoch daran, zu ihr zu gehen, gleichwohl kann er den Wettkampf nicht beenden. Da er es nicht mehr rechtzeitig zu seiner Frau schafft, verlässt sie ihn.
Kit wird, traumatisiert durch die Trennung, zum einsamen Alkoholiker – seine Karriere beendet, sein Leben vorbei.
Zu einer späteren Zeit in einem chinesischen Restaurant in Hongkong:
Der Kredithai und Anführer einer kleinen Gang, Chiu, hat das Verbrechermilieu satt und will zum Küchenchef umschulen, um nach Kanada zu seiner japanischen Freundin auszuwandern. Obgleich ohne Talent, findet er mit der Hilfe eines Gönners, Chefkoch Lung Kwan Bo, den Einstieg in das Qing Han Restaurant von Au. Dieser verdonnert ihn jedoch anfangs nur zu einfachen Tätigkeiten wie Teller waschen und Müll raustragen. Chiu lernt nebenbei die exzentrische Tochter Aus, Ka Wai, kennen und es bahnt sich allmählich eine Romanze zwischen den beiden an.
Kurz darauf fordert ein skrupelloser Meisterkoch namens Wong, Anführer der zwielichtigen Organisation 'Super Group', deren Ziel es ist, sich alle chinesischen Restaurants kartellartig einzuverleiben, das Qing Han Restaurant zu einem Koch-Wettstreit heraus, bei dem es darum geht, das legendäre Bankett des Kaisers zu kochen. Zugleich werden alle Mitarbeiter des Qing Han Restaurants von der 'Super Group' abgeworben mit der Aussicht, Anteile vom Restaurant und eine bessere Bezahlung zu erhalten. Als diese Au ihre Absichten zu gehen mitteilen, erleidet er einen schweren Infarkt und landet im Krankenhaus.
Das Qing Han Restaurant Aus, nur noch vertreten durch Ka Wai und Chiu, schafft es nach mehreren erfolglosen Versuchen nicht, einfachste Gerichte zu zaubern, so dass die beiden gezwungen sind, die professionelle Hilfe eines echten Chefkochs anzufordern. Lung Kwan Bo, den sie zuerst aufsuchen, teilt ihnen mit, dass er von den wenigen Menschen, die jemals das Bankett des Kaisers gekocht haben, nur einen kenne: Kit. Lung Kwan Bo selbst war der Kontrahent im allerletzten Wettstreit mit Kit.
Auf der Suche nach Kit, der durch seinen Alkoholismus die für das Kochen essentiellen Sinnesschärfen verloren hat, müssen sie feststellen, dass er ohne seine Frau nicht die Leidenschaft für das Kochen aufbringen kann. Sie schaffen es, die beiden wieder zusammenzubringen, und können durch Training seine alten Fähigkeiten wiederherstellen.
Damit stehen dem Qing Han Restaurant der Meisterkoch Kit und der Chefkoch Lung Kwan Bo zur Verfügung.
Im finalen Wettstreit zwischen dem Qing Han Restaurant und der 'Super Group' sollen an drei aufeinanderfolgenden Tagen drei verschiedene Gerichte des Bankett des Kaisers zubereitet werden mit den jeweiligen Hauptzutaten Bärentatze, Elefantenrüssel und Affenhirn.
Gewinnt das Qing Han Restaurant, erhält es von der 'Super Group' 50 Millionen Dollar, im Falle einer Niederlage wird das Qing Han Restaurant in die 'Super Group' eingegliedert.
Nach dem ersten und siegreichen Tag für das Qing Han Restaurant sabotiert die 'Super Group' Kochgeräte und -utensilien des Gegners, so dass der zweite Tag der 'Super Group' den Sieg einbringt. Am dritten und entscheidenden Tag scheint das Qing Han Restaurant nicht zu kommen, so dass die 'Super Group' das Affenhirn siegessicher präsentieren will. Plötzlich taucht das Team des Qing Han Restaurants überraschend mit einem frisch zubereiteten, lebendig zuckenden Affenhirn auf, mit der Erläuterung, dass von Zubereitung bis Präsentation nicht mehr als drei Minuten verstreichen dürfen.
Die Jury beurteilt beide Speisen mit der vollen Punktzahl und kann sich vorerst nicht eindeutig entscheiden, wer den Wettstreit gewinnen soll.
Da Affen geschützte Tiere sind, informiert Wong heimlich die Polizei und die Tierschutzbehörde, um so die gegnerische Partei auszuschalten. Zudem klärt er auf, dass sein Affenhirn in Wirklichkeit ein Ziegenhirn sei und er daher nicht nur den Gewinn einheimsen könne, sondern auch straffrei ausgehen dürfe. Davon ausgehend, dass die 'Super Group' solch eine Hinterlist geplant hat, entgegnet die Mannschaft des Qing Han Restaurants, dass ihr Affenhirn aus Tofu mit verschiedenen Soßen zubereitet worden sei, man also auch kein Vergehen gegen den Artenschutz begangen habe. Ihre Präsentation des zuckenden Affenhirns mit einer Kokosschale als Schädeldecke sei zudem mit einfachen Hilfsmitteln inszeniert und sollte die Echtheit eines frisch zubereiteten Affenhirns nur vortäuschen.
Die Jury kürt schließlich das Qing Han Restaurant als Sieger, da das Team um Meisterkoch Kit es geschafft habe, ein Gericht zu kreieren, das jede Bewertungsskala sprenge. Allein schon die Tatsache, dass man mit einfachen Zutaten und geschickter Kochkunst die Sinne derart täuschen könne, verdiene den Sieg.
Das Qing Han Restaurant ist gerettet und es findet zum Abschluss eine große Kochparty im selbigen Restaurant statt. Chiu, der sich in Ka Wai verliebt hat, verzichtet auf eine Reise zur japanischen Freundin nach Kanada und bleibt bei Ka Wai.

## Kritiken
„Es dauert etwas, bis der Film in die Gänge kommt. Bis dahin gilt es albernen Slapstick (der Kampf mit dem Fisch) und einen verworrenen Plot zu überstehen. Sobald jedoch in der Küche gezaubert wird – darunter Affenhirn, Bärentatzen und Elefantenrüssel – wird es richtig amüsant.“